# Abstração (ciência da computação)
Em ciência da computação, a abstração é a habilidade de concentrar nos aspectos essenciais de um contexto, ignorando características menos importantes ou acidentais. Em modelagem ou programação orientada a objetos, uma classe é uma abstração de entidades existentes no contexto de um software, como exemplo, imaginamos a abstração referente a classe Animais, que se divide em várias sub-classes, como: Anfíbios, Répteis e Mamíferos, que contém objetos de sub-classe como Ser-humano, Jacaré e outros.
Uma classe abstrata é desenvolvida para representar entidades e conceitos abstratos. A classe abstrata é sempre uma superclasse que não possui instâncias. Ela define um modelo (template) para uma funcionalidade e fornece uma implementação incompleta - a parte genérica dessa funcionalidade - que é compartilhada por um grupo de classes derivadas. Cada uma das classes derivadas, completa a funcionalidade da classe abstrata adicionando um comportamento específico.

## Exemplo prático da classe
No exemplo abaixo, implementado em Java, a classe abstrata Eletrodomestico a qual será instanciada por outra classe filha (classe estendida):
```
public
 
abstract
 
class
 
Eletrodomestico
 
{

    
private
 
boolean
 
ligado
;

    
private
 
int
 
voltagem
;

    
/* métodos abstratos

     * não possuem corpo, da mesma forma que as assinaturas de método de uma interface

     */

    
public
 
abstract
 
void
 
ligar
();

    
public
 
abstract
 
void
 
desligar
();

    
/* método construtor

     * Classes Abstratas também podem ter métodos construtores, porém não podem ser usados para instanciar um objeto diretamente

     */

    
public
 
Eletrodomestico
(
boolean
 
ligado
,
 
int
 
voltagem
)
 
{

        
this
.
setLigado
(
ligado
);

        
this
.
setVoltagem
(
voltagem
);

    
}

    
/* métodos concretos

     * Uma classe abstrata pode possuir métodos não abstratos

     */

    
public
 
void
 
setVoltagem
(
int
 
voltagem
)
 
{

        
this
.
voltagem
 
=
 
voltagem
;

    
}

    
public
 
int
 
getVoltagem
()
 
{

        
return
 
this
.
voltagem
;

    
}

    
public
 
void
 
setLigado
(
boolean
 
ligado
)
 
{

        
this
.
ligado
 
=
 
ligado
;

    
}

    
public
 
boolean
 
isLigado
()
 
{

        
return
 
ligado
;

    
}

}

```

A classe filha (sub-classe Radio, uma classe estendida de Eletrodomestico):
```
//sub-classe (classe estendida):

public
 
class
 
Radio
 
extends
 
Eletrodomestico
 
{

	
//atributos...

	
public
 
static
 
final
 
short
 
AM
 
=
 
1
;

    
public
 
static
 
final
 
short
 
FM
 
=
 
2
;

    
private
 
int
 
banda
;

    
private
 
float
 
sintonia
;

    
private
 
int
 
volume
;

    
//metodos do classe Radio...

    
//metodo construtor...

    
public
 
Radio
(
int
 
voltagem
)
 
{

        
super
(
true
,
 
voltagem
);

        
setBanda
(
Radio
.
FM
);

        
setSintonia
(
0
);

        
setVolume
(
0
);

    
}

    
//@return the banda

	
public
 
int
 
getBanda
()
 
{

		
return
 
banda
;

	
}

	
//@param banda the banda to set

	
public
 
void
 
setBanda
(
int
 
banda
)
 
{

		
this
.
banda
 
=
 
banda
;

	
}

	
//@return the sintonia

	
public
 
float
 
getSintonia
()
 
{

		
return
 
sintonia
;

	
}

	
//@param sintonia the sintonia to set

	
public
 
void
 
setSintonia
(
float
 
sintonia
)
 
{

		
this
.
sintonia
 
=
 
sintonia
;

	
}

	
//@return the volume

	
public
 
int
 
getVolume
()
 
{

		
return
 
volume
;

	
}

	
//@param volume the volume to set

	
public
 
void
 
setVolume
(
int
 
volume
)
 
{

		
this
.
volume
 
=
 
volume
;

	
}

	
//implementação dos métodos abstratos

    
public
 
void
 
desligar
()
 
{

        
super
.
setLigado
(
false
);

        
setSintonia
(
0
);

        
setVolume
(
0
);

    
}

    
public
 
void
 
ligar
()
 
{

        
super
.
setLigado
(
true
);

        
setSintonia
(
88.1f
);

        
setVolume
(
25
);

    
}

    
//abaixo teríamos todos os métodos construtores (get e set)...

    

}

```

A classe de Aplicação:
```
package
 
aula_abstrata
;

public
 
class
 
aplicacaoAbstrata
 
{

	
//@param args

	
public
 
static
 
void
 
main
(
String
[]
 
args
)
 
{

		
//Instancia a classe Radio

		
Radio
 
radio1
 
=
 
new
 
Radio
(
110
);

        
/*

         * chamando os métodos abstratos implementados

         * dentro de cada classe ( Radio)

         */

     

        
radio1
.
ligar
();

        
System
.
out
.
print
(
"e o Rádio está "
);

        
System
.
out
.
println
(
radio1
.
isLigado
()
 
?
 
"ligado."
 
:
 
"desligado."
);

	
}

}

```